# Oplenac

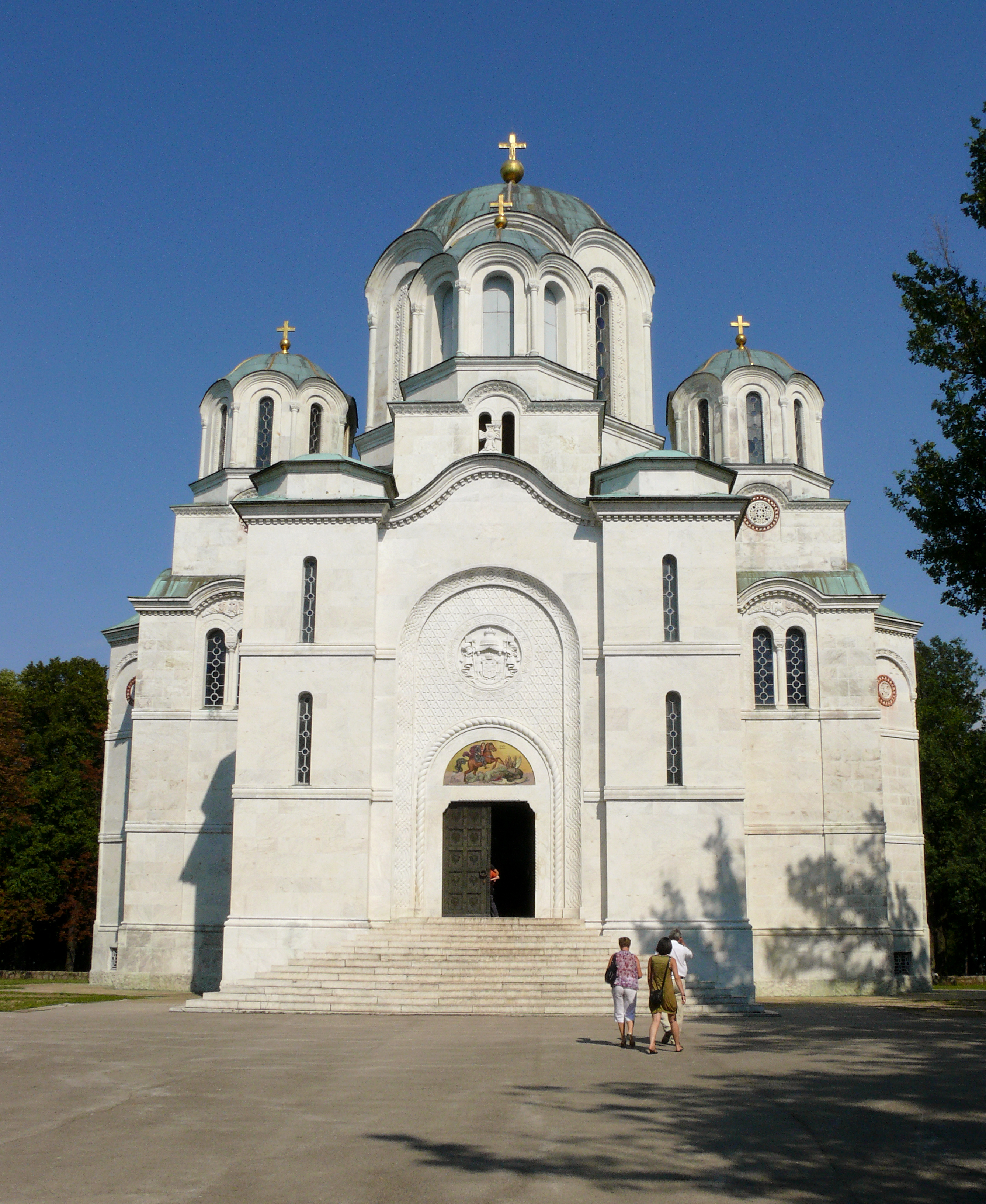
Kirche des Heiligen Georg, Oplenac

Oplenac (kyrillisch Опленац) ist ein Berg bei Topola in Serbien, auf dem sich die Kirche des Heiligen Georg in Oplenac mit der Grablege der serbischen Königsdynastie Karađorđević befindet.
Fürst Alexander Karađorđević gründete hier die ersten Weinberge und König Peter I. Karađorđević stiftete 1903 die Kirche des Hl. Georg mit einem historischen Gedenkkomplex. Heute besteht die Stiftung der Karađorđević auf dem  Berg Oplenac aus der Kirche des Hl. Georg, den königlichen Weinbergen, einem Museum, dem Haus des Königs Petar, der königlichen Villa sowie der Kirche und der Statue des Dynastiegründers Karađorđe.
Der Name des Hügels kommt vom serbischen Begriff оплена, was die hölzernen Räder eines Ochsenwagens bezeichnet, welche aus dem Holz von Stieleiche und Zerreiche gefertigt wurden, die für die Šumadija wie den Oplenac die natürliche Vegetation darstellen.
Koordinaten: 44° 16′ 15,3″ N, 20° 40′ 33,9″ O